# Challes (Sarthe)
Challes é uma comuna francesa na região administrativa do País do Loire, no departamento de Sarthe. Estende-se por uma área de 25.83 km². Em 2010 a comuna tinha 1 242 habitantes (densidade: 48,1 hab./km²).